# Mieczysław Szystowski
Mieczysław August Szystowski (urodz. 17 lipca 1852 r. w majątku Michałów, zm. w 1915 w majątku Wierkały na Białorusi) – polski inżynier komunikacji, hydrotechnik, budowniczy portów w Windawie i Rydze.

## Życiorys
Uzyskał wykształcenie domowe, po czym ukończył szkołę przygotowawczą politechniki w Rydze (1869). Absolwent Wydziału Inżynierii tejże politechniki (1874), a następnie jako ekstern École nationale des ponts et chaussées w Paryżu (1877). Od czasu studiów we Francji członek polskiego Towarzystwa Nauk Ścisłych w Paryżu. Podczas studiów w Rydze członek korporacji studenckiej Concordia. Po powrocie do Rosji po wielu zabiegach uzyskał dyplom Instytutu Inżynierów Komunikacji (1879), a następnie został w nim pracownikiem, początkowo jako asystent (1879-1882), następnie jako wykładowcą (1882-1887). Na początku lat 80. XIX w. powołany został do składu kilku rządowych komisji inżynierskich, m.in. międzyministerialnej komisji ds. inżynieryjnego zabezpieczenia zachodnich granic Imperium. Był także rzeczoznawcą Ministerstwa Komunikacji. Wysłany do Włoch, zapoznawał się z tamtejszymi szlakami wodnymi. Opracowywał raporty o stanie dróg wodnych w Cesarstwie Rosyjskim, poświęcając wiele uwagi regulacji Wisły.
Po rezygnacji w 1887 z pracy w Instytucie kierował portowymi pracami budowlanymi w Rydze, w latach 1890-1893 jako zastępca naczelnika robót portowych w Rydze. Zastosował tam kilka nowatorskich w Rosji rozwiązań technicznych, m.in. faszynowe umocnienie dna wykonywane w nurcie rzeki na głębokości piętnastu metrów. Jednocześnie projektował i kierował regulacją Dźwiny na odcinku od mostu kolejowego w Rydze do ujścia rzeki. Następnie w latach 1893-1908 był naczelnikiem budowy portu w Windawie. Całkowicie przeprojektował i przebudował ten port, przekształcając go w nowoczesne przedsiębiorstwo średniej wielkości, połączone bezpośrednią linią kolejową z Moskwą. Autor projektów i wykonawca prac budowlanych w porcie w Windawie, m.in.  dwa mola, tor wodny, liczne baseny, nabrzeża i gmachy towarzyszące, zakłady remontowe. Za te rozwiązania techniczne, zwłaszcza oryginalnej konstrukcji mola, został w r. 1901 nagrodzony złotym medalem na Wystawie Morskiej w Rydze. W r. 1902 przewodniczący komisji międzyministerialnej, badającej możliwość budowy drogi wodnej Windawa—Niemen—Wisła jako kontynuacji koncepcji częściowo zrealizowanej (kanał Augustowski) w l. dwudziestych XIX w. Był także w tym czasie (od 1903 do 1905) wykładowcą na politechnice w Rydze, ale formalnie nie został profesorem, gdyż nie mieszkał w tym mieście. Podczas rewolucji 1905 za udział w demonstracjach politycznych i w zorganizowaniu robotniczego mitingu został skazany na 3 miesiące twierdzy. Od 1910 był członkiem Związku Polskiego Lekarzy i Przyrodników w Petersburgu.
Zmarł najprawdopodobniej w 1915 r. w swoim majątku Wierkały w pow. ihumeńskim, na Białorusi.

## Rodzina
Pochodził z polskiej rodziny ziemiańskiej mieszkającej na Białorusi, herbu Dołęga. Syn ziemianina Arkadiusza i Michaliny z domu Gruświckiej. Ożeniony z Władysławą z Knapskich (1869-1949), mieli córki: taterniczkę Aldonę Helenę (1890-1912) i Grażynę Marię (1902-1978), oraz synów, zawodowych oficerów WP: Czesława Stefana (1893-1970), Edwarda Stanisława (1896-1939) i Franciszka Zygmunta (1896-1991).